# Rabels Zeitschrift für ausländisches und internationales Privatrecht
Rabels Zeitschrift für ausländisches und internationales Privatrecht (RabelsZ) ist eine seit 1927 erscheinende vierteljährliche juristische Fachzeitschrift aus dem Mohr Siebeck Verlag. Sie enthält wissenschaftliche Beiträge zur Rechtsvergleichung, zum ausländischen und internationalen Privatrecht, zur Rechtsvereinheitlichung sowie dem Europarecht. 
Die Zeitschrift wurde erstmals 1927 als Zeitschrift für ausländisches und internationales Privatrecht herausgegeben von Ernst Rabel, der als Begründer der Rechtsvergleichung in Deutschland gilt. Seit dem 26. Jahrgang (1961) trägt sie den Namen ihres Gründers im Titel. 
Seit dem Jahrgang 2024 erscheint die Zeitschrift im Open Access unter der Creative-Commons-Lizenz CC-BY 4.0.
Im März 2024 waren die Herausgeber: Holger Fleischer, Ralf Michaels und Anne Röthel.